# Saint-Goazec
Saint-Goazec (bret. Sant-Wazeg) – miejscowość i gmina we Francji, w regionie Bretania, w departamencie Finistère.
Według danych na rok 1990 gminę zamieszkiwało 771 osób, a gęstość zaludnienia wynosiła 23 osoby/km² (wśród 1269 gmin Bretanii Saint-Goazec plasuje się na 683. miejscu pod względem liczby ludności, natomiast pod względem powierzchni na miejscu 219.).